# Pavlivka, Svitlovodsk
Pavlivka (în ucraineană Павлівка) este localitatea de reședință a comunei Pavlivka din raionul Svitlovodsk, regiunea Kirovohrad, Ucraina.

## Demografie
Componența lingvistică a localității Pavlivka
     Ucraineană (93,89%)
     Rusă (5,55%)
     Alte limbi (0,1%)
Conform recensământului din 2001, majoritatea populației localității Pavlivka era vorbitoare de ucraineană (93,89%), existând în minoritate și vorbitori de rusă (5,55%).